# San Strato a Posillipo
San Strato a Posillipo je župna crkva u naselju Posillipo u Napulju, južna Italija.
Crkvu su 1266. godine sagradili grčki pravoslavni obraćenici, a sagradili su je na ostacima grčko-rimskog hrama. Godine 1572. crkva je obnovljena. Daljnje rekonstrukcije dogodile su se u 18. stoljeću, a nakon potresa 1930. i 1980. godine. Drveni kip San Strato dovršio je Giacomo Colombo, učenik Francesca Solimene. Crkva je bila zatvorena za do 1982. godine, jer je bila obnavljana.

## Vanjske poveznice
|  | Zajednički poslužitelj ima još gradiva o temi San Strato a Posillipo |